# Алёновка (Брянская область)
Алёновка — деревня в Унечском районе Брянской области в составе Березинского сельского поселения.

## География
Находится в центральной части Брянской области на расстоянии приблизительно 4 км на восток-юго-восток по прямой от районного центра города Унеча.

## История
Основано в 1713 году как владение Д.Скорупы; позднее перешла к Сулимам. До 1781 года входила в Новоместскую сотню Мглинского полка. Называлась Займище (Еленовка). Современное название окончательно установилось в 1910 году. В XX веке работал совхоз «Унечский». В 1859 году здесь (деревня Мглинского уезда Черниговской губернии) учтено было 28 дворов, в 1892—59.

## Население
Численность населения: 219 человек (1859 год), 336 (1892), 183 человека (русские 96 %) в 2002 году, 142 в 2010.